# لیمتس
لیمتس (به بلغاری: Limets) یک منطقهٔ مسکونی در بلغارستان است که در شهرستان کروموفگراد واقع شده‌است.